# Begonia albococcinea
Espèce
Synonymes
- Begonia grahamiana Wight[2]
- Begonia wightiana Wall.[2]
- Mitscherlichia albococcinea (Hook.) Klotzsch[2]
- Mitscherlichia grahamiana Hassk.[2]

Begonia albococcinea est une espèce de plantes de la famille des Begoniaceae.
Ce bégonia est originaire de l'Inde (Karnataka, Kerala, Tamil Nadu). L'espèce fait partie de la section Reichenheimia ; elle a été décrite en 1845 par le botaniste britannique William Jackson Hooker (1785-1865) et l'épithète spécifique, albococcinea, signifie « blanc et rouge », en référence aux fleurs bicolores.